# Alessandro Rosina
Alessandro Rosina (Belvedere Marittimo, Provincia de Cosenza, Italia, 31 de enero de 1984) es un futbolista profesional italiano. Su posición en el campo es centrocampista y actualmente juega en la U.S. Salernitana 1919 de la Serie B de Italia. Ha sido internacional absoluto en una ocasión con la selección italiana.

## Trayectoria
Nacido en Belvedere Marittimo, Rosina vivió permanentemente con su familia hasta los 9 años en el cercano municipio de Bonifati (que es el pueblo de origen de su familia materna), comenzando su carrera deportiva a los cinco años en el local equipo de fútbol juvenil del "Cittadella del Capo" y ya atrajo la atención de ojeadores de la Juventus FC, AS Roma y AC Milan. Sin embargo, su padre decidió llevarle a las categorías inferiores del Parma FC.
Rosina disputó la temporada 2001/2002 en el equipo Primavera del Parma. La siguiente temporada, Rosina fue ascendido al primer equipo y debutó con la camiseta parmesana el 16 de febrero de 2003 en un partido ante la Juventus, entrando en la segunda parte por el japonés Hidetoshi Nakata. En dos temporadas y media jugó 25 partidos de liga con el Parma. Consecuencia de ello, Rosina y el Parma decidieron acordar una cesión en enero de 2005 al Hellas Verona, donde cuajó una buena temporada. Tras la finalización de la cesión, Rosina fue traspasado al Torino FC, por aquel entonces en Serie B.
A su llegada al mítico equipo turinés en verano de 2005, Rosina se convirtió en una de las revelaciones de la Serie B y en su primera temporada, 2005/2006, el Torino logró al ascenso a la Serie A. Rosina disputó un total de 42 encuentros de liga en esa misma campaña. En el Torino, Rosina alcanzó un gran nivel y no tardó en convertirse en el abanderado del club granata. Prueba de ello fue la capitanía de la que se hizo cargo Rosina en enero de 2008, convirtiéndose en uno de los jugadores más queridos por los tifosi.
Tras varias temporadas de apuros en la Serie A, el Torino consumó su descenso a la Serie B en la temporada 2008/2009, por lo que el club se tuvo que desprender de algunas de sus estrellas entre las que figuraba Rosina.
Pese a contar con ofertas de clubes italianos y de otras ligas europeas, Rosina fue traspasado al Zenit San Petersburgo por siete millones de euros el 31 de julio de 2009. La sorprendente decisión extrañó, también, al, por aquel entonces, técnico del club ruso, el holandés Dick Advocaat, que aseguró sentirse decepcionado con el director técnico Igor Korneev por haber contratado al propio Rosina y al bielorruso Sergei Kornilenko, en lugar de Goran Pandev y Paolo Guerrero, que eran peticiones expresas de Advocaat.
Rosina debutó con el Zenit en un partido de Copa frente al FC Nizhny Novgorod y anotó su primer gol en ese partido.
En 2011 es fichado por el Cesena.
El 31 de agosto de 2012 Rosina fue vendido al Siena de la Serie A italiana.

## Selección nacional
Rosina fue miembro de la selección italiana sub-21 desde 2004 hasta 2007.
El 17 de octubre de 2007, Rosina debutó con la selección absoluta en un amistoso frente a Sudáfrica.

## Clubes
| Club                  | País   | Año         |
| --------------------- | ------ | ----------- |
| Parma F.C.            | Italia | 2002 - 2005 |
| Hellas Verona         | Italia | 2005        |
| Torino                | Italia | 2005 - 2009 |
| Zenit San Petersburgo | Rusia  | 2009 - 2011 |
| Cesena                | Italia | 2011        |
| AC Siena              | Italia | 2011 - 2014 |
| Catania               | Italia | 2014 - 2015 |
| F.C. Bari 1908        | Italia | 2015 - 2016 |
| U.S. Salernitana 1919 | Italia | 2016 - Act. |